# Dobříkov
Dobříkov település Csehországban, az Ústí nad Orlicí-i járásban. Dobříkov Horní Jelení, Slatina, Zámrsk, Újezd u Chocně, Sruby és Týnišťko településekkel határos. Lakosainak száma 586 fő (2024. január 1.).

## Népesség
A település lakosságának változását az alábbi diagram mutatja:
| Lakosok száma | 525  | 578  | 554  | 509  | 473  | 449  | 511  | 527  | 554  | 586  |
|               | 1869 | 1890 | 1921 | 1950 | 1980 | 2001 | 2017 | 2019 | 2022 | 2024 |